# Sphaenognathus prionoides
Sphaenognathus prionoides es una especie de coleóptero de la familia Lucanidae.

## Distribución geográfica
Habita en Perú, Venezuela, Colombia, Ecuador,  Chile y Colombia.